# كيلوغلان

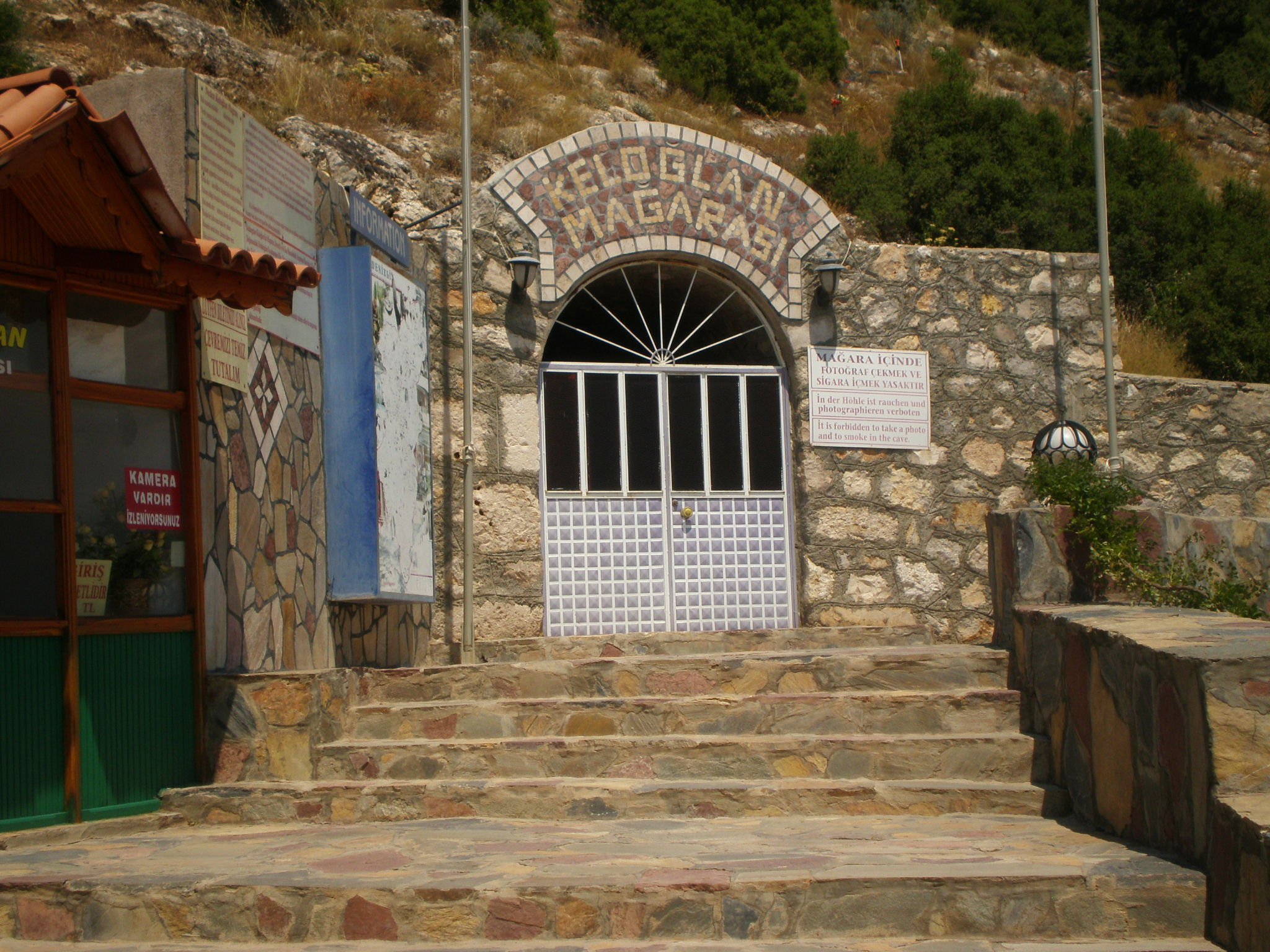

حكايات كيلوغلان من التراث التركي (بالتركية: Keloğlan)‏ أو الفتى الأصلع تحكي عن فتى أصلع كسول توفي والده، وبعد أن أحسَّ بالذنب؛ لكسله لأن أمه كبيرة في السن؛ قرر أن يذهب للبلدة ليحصل على عمل في طريقه قابل عملاق واكتشف أنه يستطيع أن يكلم الحيوانات والعمالقة فأصبح صديق اينرو وأحداثه تكون مساعدته للحيوان ورد الحيوان للجميل فيحين وقوع كيلوغلان في مشكلة.